# Serpotortellaceae
Serpotortellaceae là một họ rêu trong bộ chưa đặt.